# Список божеств природи

Грецька дріада на картині

У поклонінні природі божество природи — це божество, відповідальне за сили природи, наприклад, божество води, рослинності, неба, сонця, вогню чи будь-яких інших природних явищ, таких як гори, дерева чи вулкани. Прийняте в пантеїзмі, пантеїзмі, деїзмі, політеїзмі, анімізмі, тотемізмі, шаманізмі та язичництві, божество уособлює природні сили та може мати різні характеристики, наприклад, богині-мати, «мати-природи» або майстра тварин.

## Європейські

### Скандинавська мітологія
- Йорд, уособлення землі. Ісландська версія Фьорґін[en], мати Тора;
- Ідунн, богиня весни, яка охороняла яблука, що зберігали богів вічно молодими; дружина бога Брагі;[1]
- Фьорґін[en], жіноче уособлення землі. Вона також є матір'ю богині Фріґґ й, инколи описується як, матір Тора;
- Фрейя, богиня родючості, золота, смерті, кохання, краси, війни та магії;
- Фрейр, бог родючості, дощу, сонячного світла, життя і літа;
- Скаді, богиня гір, лиж, зими, стрільби з лука та полювання;
- Сіф, богиня землі, родючості та врожаю;
- Тор, бог грому, блискавки, погоди, дубів та родючості;
- Улль, бог полювання, стрільби з лука, лиж та гір;
- Ньйорд, бог моря, рибальства та родючості;
- Ран, богиня моря, штормів і смерті.

#### Скандинавський фольклор[en]
- Ро, Скогсро[en], Хульдра, прекрасний жіночий лісовий дух, який може заманювати чоловіків на смерть, змушуючи їх закохуватися і одружуватися з ними;
- Нікси, водяний дух-чоловік, заманює нерозумних дітей у найглибші, найтемніші місця озер;
- Ельфи, красиві, казкові істоти, що живуть в лісі та струмках.

### Слов'янська мітологія
- Берстук, злий вендський бог лісу;
- Ярило, бог рослинності, родючості, весни, війни та врожаю;
- Лісовик, божество-опікун[en] лісів;
- Поревіт, бог лісу, який захищав заблукалих мандрівників і карав тих, хто погано поводився з лісом;
- Порвата, польський бог лісу;
- Силіньєз, польський бог лісу, для якого мох був священним;
- Тавалс, польський бог лугів і полів, що приносить благословення;
- Велес, бог землі, вод і підземного царства;
- Мокош, східнослов'янська богиня природи.

## Океанійські

### Мітологія маорі[en]
- Папатуануку, мати-земля;
- Ранґінуї, батько-небо;
- Руаумоко[en], бог вулканів і пір року;
- Тане, бог лісів і птахів.

### Мікронезійська мітологія
- Ней Тітуаабіне[en], кірибатська богиня дерев.

### Філіппінська мітологія[en]
- Аміхан[en], таґальський бог мусонів;
- Апунґ Сінукуан[en] (Марія Сінукуан), гірська богиня Кампампанґан[en], пов'язана з горою Араят[en];
- Даянґ Масаланта[en] (Марія Макілінґ), тагальська гірська богиня, пов'язана з горою Макілінґ;
- Маярі[en] (Булан), богиня місяця;
- Кан-Лаон[en], вісайський бог часу, пов'язаний з вулканом Канлаон;
- Тала[en], таґальська богиня ранкової та вечірньої зорі.

### Тораджа[en]
- Індо' Онґон-Онґон, богиня землетрусів
- Понґ Банґґай ді Ранте, богиня землі